# LGBT làm cha mẹ

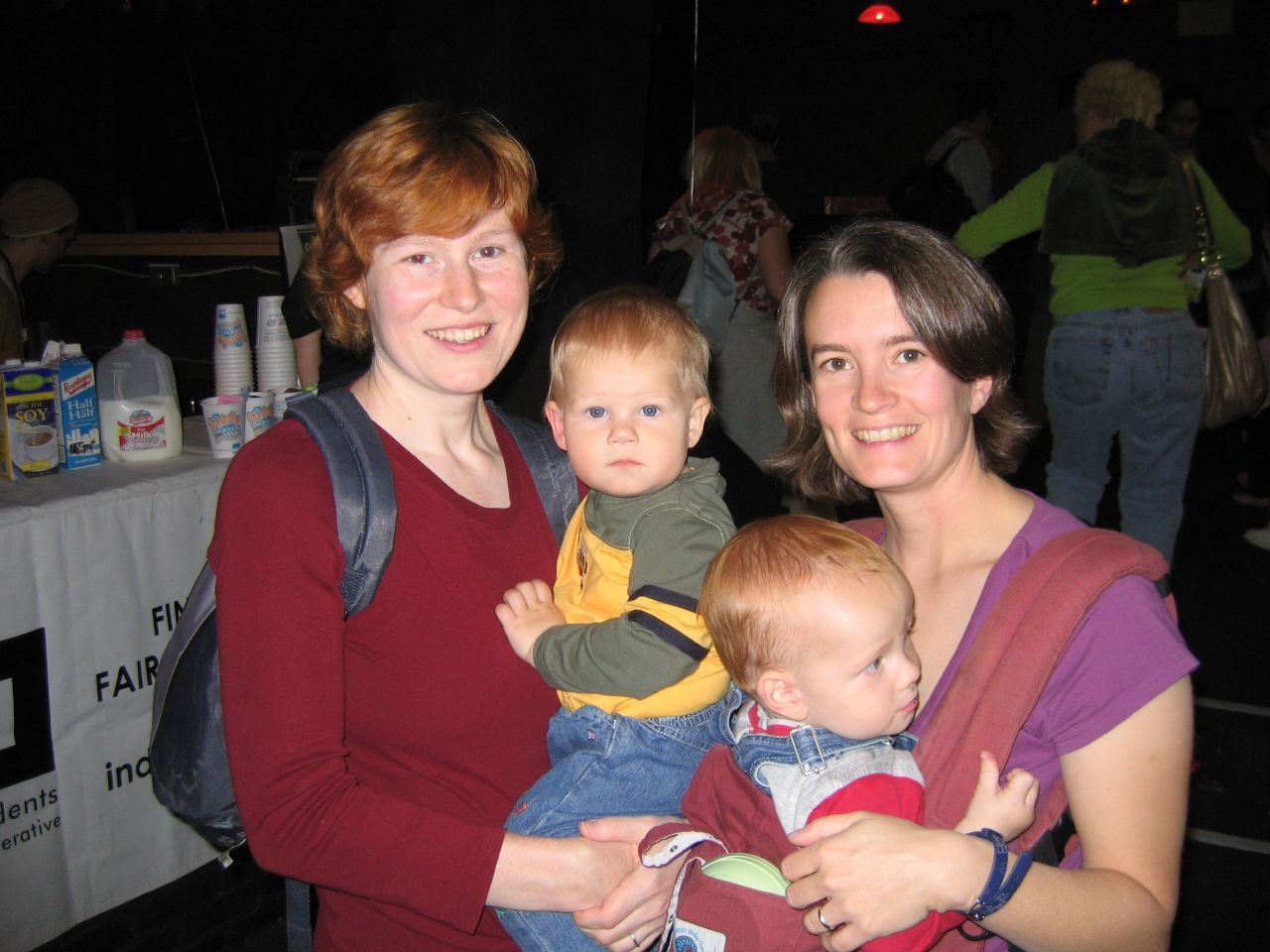
Cặp đồng tính nữ và con của họ.

Nhiều người đồng tính, song tính và chuyển giới có thể có con riêng với vợ/chồng cũ hoặc nhận con nuôi. Tuy nhiên, việc nhận con nuôi của những cặp đồng tính thường gây tranh cãi ngay cả ở các nước mà hôn nhân đồng tính là hợp pháp, bởi lo ngại những hệ lụy xấu về tâm lý xảy ra đối với đứa trẻ được nhận nuôi.
Do 2 người cùng giới tính không thể có con chung, nên những cặp đồng tính/chuyển giới thường xin tinh trùng hoặc trứng của người hiến tặng để thụ tinh nhân tạo với 1 trong 2 người đó, hoặc xin con nuôi, hoặc nhận đỡ đầu con riêng của một người với vợ hoặc chồng cũ.
Theo điều tra dân số ở Hoa Kỳ năm 2000, 33% cặp đồng giới nữ và 22% cặp đồng giới nam đang sống với ít nhất một trẻ em dưới 18 tuổi. Ước tính năm 2005 ở Mỹ có khoảng 270.313 trẻ em đang được nuôi bởi những cặp đồng giới Theo điều tra dân số Hoa Kỳ vào năm 2010 thì cứ 4 cặp đồng tính thì có một cặp nuôi con, và 80% của số trẻ em này là con ruột của 1 trong 2 người đó

## Nghiên cứu

### Phương pháp luận
Hiệp hội Tâm lý học Hoa Kỳ (American Psychological Association) ủng hộ việc xin con nuôi của các cặp đồng tính trong tuyên bố vào ngày 28 và 30 tháng 7 năm 2004. Việc xin con nuôi này cũng được sự ủng hộ của Hiệp hội Phân tâm học Hoa Kỳ (American Psychoanalytic Association). Trong tóm tắt nghị quyết chung của các Hiệp hội Tâm lý học Hoa Kỳ, Hiệp hội tâm thần học Hoa Kỳ, Viện hàn lâm Nhi khoa Hoa Kỳ, Hiệp hội hôn nhân và gia đình trị liệu Hoa Kỳ, Hiệp hội bác sĩ gia đình Hoa Kỳ, Hiệp hội y khoa hoa kỳ, Hiệp hội quốc gia người lao động xã hội Hoa Kỳ, Hiệp hội tâm lý các bang Kentucky và Ohio, Hiệp hội hôn nhân và gia đình trị liệu bang Michigan, Hiệp hội quốc gia người lao động xã hội các bang Tennessee, Michigan, Kentucky và Ohio đã nêu: "Có một số ít các nguồn gợi ý rằng cha mẹ đồng tính có thể có tác động tiêu cực đối với trẻ em thì các nguồn này đã bị ảnh hưởng nghiêm trọng từ những sai sót về phương pháp luận và không phản ánh tình trạng của kiến thức khoa học hiện tại. Cụ thể, kết luận tiêu cực của ba nhà nghiên cứu thường được trích dẫn bởi các đối thủ của hôn nhân đồng giới là Sarantakos, Regnerus và Allen - đã tạo ra một chấn động lớn khi bị bác bỏ, từ chối bởi các cộng đồng khoa học chính thống. Những sai sót trong phương pháp luận nghiên cứu của Sarantakos, Regnerus và Allen đã làm cho công việc của họ "Không liên quan đến các cuộc thảo luận thực nghiệm về nuôi dạy con và khuynh hướng tình dục. Kiểm toán viên độc lập được bổ nhiệm bởi các tạp chí đó được đăng bài của Regnerus mô tả nó như là "một nghiên cứu không khoa học" và kết luận nó không nên đã được công bố. Những sai sót trong nghiên cứu của Regnerus đã được chỉ ra trong bản kiến nghị của 200 nhà nghiên cứu. MJ Rosenfeld trả lời Allen trong Dân số học năm 2012 rằng phát hiện tồi tệ của Allen về kết quả học tập là do sai sót về phương pháp luận, bao gồm không kiểm soát đối với tác động của ly hôn và các yếu tố khác. Các tài liệu công bố gần đây của Donald Paul Sullins cho thấy tất cả các báo cáo phân tích thứ cấp của dữ liệu từ các cuộc phỏng vấn y tế quốc gia Khảo sát (NHIS) của Sullins - có sai sót về phương pháp luận tương tự..."
Tiến sĩ Maria Rupp công bố vào năm 2009 theo ủy quyền của bộ tư pháp Đức trong nghiên cứu về ảnh hưởng của lối sống đồng tính của cha mẹ đối với con cái chủ yếu đưa đến kết quả dưới đây:
- Trẻ em và thiếu niên của cha mẹ đồng tính có khuynh hướng đa tính hoặc đồng tính tương tự như con cái của cha mẹ đa tính.[7]
- Về vấn đề đối xử và phát triển bất bình thường do khuynh hướng đồng tính cho tới nay chưa có nghiên cứu lâu dài nào mà có thể đưa tới một kết luận một cách khoa học.[8]
- Không phải khuynh hướng tình dục đồng tính hay đa tính đã đóng vai trò trong quan điểm và ứng xử của trẻ em, mà là giới tính của cặp đồng tính. Trẻ em mà lớn lên trong gia đình một cặp phụ nữ, thì ít có đối xử phân biệt giữa giới tính trai gái như trẻ em lớn lên với cha mẹ đa tính.[7]
- Đa số trẻ em không bị kỳ thị vì cha mẹ là đồng tính. Đứa trẻ nào bị kỳ thị có thể đối phó với nó một cách xây dựng và được yểm trợ của cha mẹ.[9]
- Trẻ em của gia đình đồng tính thường khoan dung hơn. Tuy nhiên các nghiên cứu ở Hoa Kỳ cũng cho rằng, cái quan điểm này có thể bị ảnh hưởng bởi môi trường chung quanh, vì các gia đình đồng tính thường sống ở thành phố lớn, hay các thành phố đại học, con cái thường sống trong một môi trường bao dung ít có quan điển chống đối việc đồng tính.[7]
- Trẻ em của gia đình đồng tính không gặp nhiều hiểm họa hơn, gặp nguy cơ trở thành nạn nhân bị lạm dụng tình dục. Một nghiên cứu theo ủy thác của bộ Tư pháp Đức về trình trạng đời sống trong các gia đình đồng tính đưa tới kết luận, con cái họ không bị ảnh hưởng không tốt gì cả. Tham dư vào cuộc nghiên cứu có cả viện sư phạm cho trẻ em nhỏ ở München (IFP).[7] Dựa vào nghiên cứu trên, bộ trưởng tư pháp Đức Brigitte Zypries đã tuyên bố vào mùa hè 2009 việc ủng hộ luật xin con nuôi cho những người đồng tính. Ủy ban luật pháp của hội đồng Âu châu cũng ủng hộ việc cho những người đồng tính xin con nuôi tại 47 nước thành viên. Bộ trưởng tư pháp Đức kế tiếp Sabine Leutheusser-Schnarrenberger cũng đòi ban hành luật xin con nuôi cho các cặp đồng tính.[8]

Tuy nhiên, nghiên cứu này đã bị chỉ trích bởi tiến sĩ Christl Vonholt vì mẫu nghiên cứu thực tế của nó quá nhỏ: chỉ có 95 trẻ em và thiếu nhiên được phỏng vấn, trong số đó 78% được cặp cha mẹ bình thường sinh ra và đã sống 5 năm đầu đời với cả cha và mẹ, hầu hết sống với mẹ đẻ thay thì mẹ nuôi. Do vậy, điều kiện phát triển của những đứa trẻ này không khác gì nhiều so với gia đình thông thường, và như vậy nghiên cứu này đã không có đủ cơ sở cho kết luận rằng con nuôi của cặp đồng tính sẽ phát triển bình thường. Mặt khác, tiến sĩ Vonholt dựa trên một nghiên cứu ở Mỹ năm 2009 cho thấy những đồng tính nam và nữ có tỷ lệ rối loạn tâm thần cao hơn đáng kể (cố gắng chứng minh rằng nguyên nhân của sự rối loạn đó nằm ở phân biệt đối xử xã hội đến nay đã thất bại), cũng như việc họ có quan hệ tình dục với nhiều người cùng lúc. "Điều này sẽ có tác động như thế nào tới đứa trẻ?" - Tiến sĩ Vonholt đặt ra vấn đề: việc cho phép cặp đồng tính nuôi con là không cần thiết, bởi vì có nhiều cặp vợ chồng thông thường sẵn sàng nhận con nuôi. Việc công nhận lối sống đồng tính không thể được tiến hành bằng việc hy sinh quyền có đầy đủ cha mẹ của mỗi đứa trẻ. Cũng có những trường hợp như một người chuyển giới nam lấy một người đàn ông mà anh ấy vẫn có khả năng sinh con cho người đàn ông đó thay vì nhận con nuôi. Năm 2017, một người đàn ông chuyển giới tại Oregon (Mỹ) đã vô cùng hạnh phúc sau khi hạ sinh đứa con đầu lòng cùng người chồng đồng tính của mình.
Một vấn đề quan tâm là khi con cái được nuôi bởi những cặp đồng giới có khả năng trở thành đồng tính khi lớn lên hay bị rối loạn về giới tính hay không. Các nghiên cứu trong thập niên 80 của các nhà khoa học như Kirk Patrick, Susan Golombok, Ann Spencer, Michael Rutter, Richard Green... cho biết: Khi nghiên cứu các cặp sinh đôi và con nuôi của các cặp đồng tính nữ, bằng chứng cho thấy thiên hướng tình dục là kết quả tác động phức tạp từ cả yếu tố sinh học và yếu tố môi trường. Các nghiên cứu này đã tìm thấy sự liên hệ về việc phát triển thiên hướng tình dục của trẻ em theo chiều hướng tương tự như cha mẹ nuôi đồng tính của chúng (để biết thêm chi tiết, đọc thêm yếu tố môi trường trong thiên hướng tình dục).

### Đồng thuận
Các nghiên cứu này đã so sánh trực tiếp kết quả đối với trẻ em của cha mẹ đồng tính với cha mẹ dị tính và đã thống nhất trong việc khẳng định cha mẹ đồng tính nữ và đồng tính nam là phù hợp và có khả năng như các bậc cha mẹ khác giới, đồng thời con cái của họ phát triển tâm lý lành mạnh và tốt như con cái nuôi bởi cha mẹ dị tính. Các nghiên cứu xã hội học chỉ ra rằng các yếu tố tài chính, tâm lý và thể chất hạnh phúc của cha mẹ được tăng cường bởi hôn nhân và rằng trẻ em được hưởng lợi từ việc nuôi dưỡng bởi cha mẹ khi hôn nhân được công nhận về mặt pháp lý, mặc dù trên thực tế sự phân biệt pháp lý và bất bình đẳng vẫn là thách thức đáng kể đối với các gia đình đồng tính. Các hiệp hội chủ yếu của các chuyên gia sức khỏe tâm thần ở Mỹ, Canada, và Australia cho biết chưa xác định được nghiên cứu thực nghiệm nào đáng tin cậy cho kết quả khác. Kết quả các thống kê cho thấy việc chăm sóc trẻ em và những công việc khác trong các gia đình đồng tính được phân chia đồng đều hơn giữa hai người hơn, và rằng không có sự khác biệt về lợi ích và sở thích của trẻ em có cha mẹ đồng tính so với trẻ em có cha mẹ dị tính.
Từ những năm 1970, các kết quả đã ngày càng rõ ràng rằng phương pháp và quá trình phát triển của gia đình (chẳng hạn như "chất lượng" của cha mẹ, trạng thái tâm lý xã hội hạnh phúc của cha mẹ, chất lượng và sự hài lòng với các mối quan hệ trong gia đình, mức độ hợp tác và hòa hợp giữa cha mẹ) góp phần vào việc tạo nên hạnh phúc của trẻ em chứ không phải là cấu trúc gia đình (chẳng hạn như tình trạng số lượng, giới tính hay khuynh hướng tình dục của cha mẹ). Giáo sư Judith Stacey thuộc Đại học New York cho biết: "Hiếm khi nào có nhiều sự đồng thuận trong bất kỳ lĩnh vực khoa học xã hội nào như trong trường hợp của người đồng tính làm cha mẹ, đó là lý do Viện hàn lâm Nhi khoa Hoa Kỳ và tất cả các tổ chức nghề nghiệp lớn có chuyên môn liên quan tới phúc lợi xã hội về trẻ em đã ban hành báo cáo và nghị quyết ủng hộ quyền làm cha mẹ của người đồng tính nam và đồng tính nữ". Các tổ chức này bao gồm Viện hàn lâm Nhi khoa Hoa Kỳ, Học viện nghiên cứu tâm lý trẻ em và vị thành niên, Hiệp hội tâm thần học Hoa Kỳ, Hiệp hội tâm lý học Hoa Kỳ, Hiệp hội vì hôn nhân và gia đình trị liệu Hoa Kỳ, Hiệp hội phân tâm học Hoa Kỳ, Hiệp hội quốc gia người lao động xã hội, Liên đoàn phúc lợi trẻ em Hoa Kỳ, Hội đồng về nhận nuôi trẻ em Bắc Mỹ và Hiệp hội tâm lý học Canada. Năm 2006, giáo sư Gregory M. Herek viết trong tạp chí Tâm lý học Mỹ (của hiệp hội Tâm lý học Hoa Kỳ): "Nếu đồng tính nam, đồng tính nữ có ít hơn khả năng nếu so sánh với các bậc cha mẹ khác giới thì chúng tôi sẽ phát hiện và chứng minh được vấn đề khi phân biệt các loại mẫu, tuy nhiên mô hình này rõ ràng đã không quan sát được. Với sự thất bại nhất quán trong các kết quả nghiên cứu này đã bác bỏ các giả thuyết của những người tranh luận rằng con cái của cha mẹ tình dục thiểu số là tồi tệ hơn so với những con cái của cha mẹ khác giới."
Các nghiên cứu và phân tích bao gồm các phân tích Bridget Fitzgerald năm 1999 về đồng tính và cha mẹ đồng tính nữ được công bố trong Tạp chí Hôn nhân và Gia đình đã chỉ ra rằng "Các nghiên cứu hiện có nói chung kết luận rằng: khuynh hướng tình dục của cha mẹ không phải là một yếu tố dự báo hiệu quả và quan trọng nhất tới sự phát triển thành công ở trẻ em". Giáo sư tâm lý học Gregory M. Herek phân tích trong tạp chí Nhà tâm lý học Mỹ (American Psychologist) năm 2006 đã cho biết: "Mặc dù có sự thay đổi đáng kể về chất lượng của các mẫu, thiết kế nghiên cứu, phương pháp đo lường và kỹ thuật phân tích dữ liệu, các phát hiện đến nay đã có sự nhất quán đáng kể. Các nghiên cứu thực nghiệm so sánh trẻ em nuôi dưỡng bởi cha mẹ có xu hướng tình dục thiểu số với những người lớn lên bởi cha mẹ dị tính đã không tìm thấy sự chênh lệch đáng tin cậy về sức khỏe tâm thần hoặc và điều chỉnh hành vi xã hội. Sự khác biệt đã không được tìm thấy trong khả năng nuôi dạy con cái giữa các bà mẹ đồng tính nữ và các bà mẹ khác giới. Các nghiên cứu về những người cha đồng tính tuy ít về số lượng nhưng không cho thấy những người đàn ông đồng tính có bất kỳ sự ít phù hợp nào về làm cha mẹ nào so với đàn ông dị tính.
Trong tháng 6 năm 2010, kết quả của 25 năm nghiên cứu đang diễn ra theo chiều dọc của tiến sĩ, bác sĩ, nhà nghiên cứu Nanette Gartrell thuộc Đại học California và Phó giáo sư, tiến sĩ Henny Bos thuộc Đại học Amsterdam đã được phát hành. Gartrell và Bos đã nghiên cứu 78 trẻ em được sinh ra nhờ hỗ trợ thụ tinh nhân tạo và nuôi dưỡng bởi các bà mẹ đồng tính nữ. Các bà mẹ được phỏng vấn và đưa ra câu hỏi lâm sàng trong thời kỳ mang thai và khi con cái của họ được 2, 5, 10, và 17 tuổi. Trong bản tóm tắt của báo cáo, các tác giả cho biết: "Theo báo cáo, các cô con gái và người con trai của bà mẹ đồng tính nữ được đánh giá cao hơn đáng kể trong thành tích học tập ở trường học và trong xã hội cũng như tổng các năng lực nói chung, và thấp hơn đáng kể trong các vấn đề xã hội, sự phá bỏ các quy tắc, sự hung hăng, và biểu lộ các hành vi tiêu cực so với con cái các bà mẹ dị tính tương đương về tuổi."

### Thảo luận về nghiên cứu Mark Regnerus
Một nghiên cứu năm 2012 của Mark Regnerus, giáo sư tại Đại học Texas được đăng trên Tạp chí nghiên cứu xã hội Hoa Kỳ đã cung cấp thêm nhiều thông tin về vấn đề này. Nghiên cứu khảo sát 15.000 thanh niên, khảo sát kỹ 3.000 thanh niên trong đó có 175 người được nuôi lớn bởi cặp đồng tính nữ và 73 người được nuôi bởi cặp đồng tính nam. Nghiên cứu Mark Regnerus hỏi các đứa con là cha hoặc mẹ ruột của mình có từng bao giờ có mối quan hệ đồng giới không. Kết quả cho thấy: trong ngắn hạn, các cặp có cha hoặc mẹ từng có mối quan hệ đồng giới có thể nuôi con tốt như vợ chồng thông thường; nhưng về dài hạn, con của họ khi bước vào tuổi vị thành niên sẽ gặp phải nhiều vấn đề hơn, cụ thể:
| Vấn đề gặp phải              | Con nuôi có mẹ từng có mối quan hệ cùng giới tính | Con nuôi có cha từng có mối quan hệ cùng giới tính | Gia đình thông thường |
| ---------------------------- | ------------------------------------------------- | -------------------------------------------------- | --------------------- |
| Thất nghiệp                  | 28%                                               | 20%                                                | 15%                   |
| Có ý định tự tử              | 12%                                               | 24%                                                | 9%                    |
| Phải điều trị tâm lý gần đây | 19%                                               | 19%                                                | 9%                    |
| Có quan hệ đồng tính         | 7%                                                | 12%                                                | 2%                    |
| Bị cưỡng ép quan hệ tình dục | 31%                                               | 25%                                                | 11%                   |

Ý kiến của Mark Regnerus và bên ủng hộ
Nghiên cứu trên của Mark Regnerus nhận được sự ủng hộ của Trường Cao đẳng nhi khoa Hoa Kỳ, một tổ chức quốc gia của các bác sĩ nhi khoa và các chuyên gia chăm sóc sức khỏe và giáo dục dành cho trẻ em. Hội đồng Nghiên cứu gia đình Hoa Kỳ đã có bài phân tích ủng hộ nghiên cứu và cho biết: nhờ mẫu thống kê lớn nên nghiên cứu này có ý nghĩa rất quan trọng cho biết về tình trạng của trẻ em trong gia đình đồng tính về dài hạn, cũng như bản chất "bất ổn định" của cặp đồng tính. Nghiên cứu này đã xóa tan những ngộ nhận về việc "cha mẹ đồng tính không khác cha mẹ thường". Kết quả của nó tương đồng với nghiên cứu của các chuyên gia nghiên cứu chính sách gia đình, và không có gì đáng ngạc nhiên khi nghiên cứu này bị tấn công quyết liệt các nhà hoạt động ủng hộ đồng tính.
Nghiên cứu này tập trung vào hành vi, hơn là tự nhận dạng xu hướng tính dục, như Mark Regnerus cũng cho rằng một người phụ nữ từng có một mối quan hệ đồng giới không nhất thiết cô ấy là lesbian. Mark Regnerus tin rằng còn quá sớm để đưa ra các kết luận sâu rộng về ảnh hưởng đối với con cái của các cặp đồng tính, và hiện không có bằng chứng thuyết phục rằng con cái của cặp đồng tính sẽ không khác biệt so với những đứa trẻ có đủ cha mẹ. Trước khi có nhiều bằng chứng hơn, Nhà nước nên thận trọng giữ lại hôn nhân trong phạm vi truyền thống (1 nam 1 nữ), Regnerus tin rằng đó là điều tốt nhất dành cho trẻ em.
18 nhà khoa học đã ký tên chung vào bài viết ủng hộ nghiên cứu của Mark Regnerus. Những người này cho rằng nghiên cứu này có giá trị dựa trên những điều sau:
- Phần lớn các nghiên cứu trước đó đều dựa vào các mẫu nhỏ, không đại diện cho trẻ em trong các gia đình đồng tính. Ngược lại, Regnerus dựa trên một mẫu lớn, ngẫu nhiên, và đại diện của hơn 200 trẻ em nuôi dưỡng bởi cha mẹ có mối quan hệ đồng tính, so sánh chúng với một mẫu ngẫu nhiên của hơn 2.000 trẻ em lớn lên trong gia đình dị tính, để đạt được kết luận của mình. Giáo sư xã hội học Paul Amato, chủ tịch phân viện gia đình của Hiệp hội Xã hội học Mỹ đã viết rằng nghiên cứu Regnerus là "(nghiên cứu) tốt hơn hầu hết các nghiên cứu trước đó trong việc phát hiện sự khác biệt giữa các nhóm đó (nhóm gia đình khác biệt) trong dân số"
- Những người đã lên tiếng phê bình Regnerus đã không công khai thừa nhận những hạn chế về phương pháp nghiên cứu trước đây về cha mẹ đồng tính.
- Ngay cả Judith Stacey, một người nổi bật trong việc phê bình nghiên cứu của Regnerus, trong các bài viết khác cũng thừa nhận rằng các nghiên cứu cho thấy "Các mối quan hệ (đồng tính) có thể được chứng minh là kém bền vững" hơn hôn nhân dị tính
- Những phát hiện liên quan đến sự bất ổn (trong các gia đình đồng tính) của Regnerus phù hợp với các nghiên cứu gần đây của các quốc gia như Anh, Hà Lan, và Thụy Điển dựa trên các mẫu đại diện lớn, ngẫu nhiên, tiêu biểu cho các cặp đồng tính, các nghiên cứu ấy cũng phát hiện ra sự tương đồng lớn về những kiểu bất ổn xuất hiện trong số các cặp đôi đồng giới.
- Sự bất ổn này cũng có thể coi là một "kết quả của sự kỳ thị xã hội và tách biệt" mà các cặp vợ chồng đồng tính nam và đồng tính nữ phải đối mặt trong suốt thời gian dài từ khi trẻ đến tuổi trưởng thành. Nghiên cứu của Mark có thể mở ra nhiều nghiên cứu khác lớn và kỹ lưỡng hơn về chủ đề gây nhiều tranh cãi này.

Ý kiến về tác động của nghiên cứu
Đại học Texas (nơi Mark Regnerus làm việc) đã đưa ra tuyên bố: "Nghiên cứu này của Mark Regnerus là của riêng ông, không phản ánh quan điểm của Đại học Texas hay Hiệp hội Xã hội học Mỹ", đồng thời các kết quả nghiên cứu của Regnerus "đã được trích dẫn trong các nỗ lực không phù hợp nhằm hạn chế các quyền dân sự của các đối tác LBGTQ và gia đình của họ". Hiệp hội xã hội học Hoa Kỳ (ASA) thì cho rằng vẫn chưa thể bàn luận về các tác động của kết quả việc nuôi dạy của cha mẹ đồng tính lên con cái dựa trên nghiên cứu này.
Hiệp hội xã hội học Hoa Kỳ (ASA) cho rằng phương pháp luận nghiên cứu của Mark Regnerus có 5 vấn đề và kết luận: "Tóm lại, do sự đánh đồng con cái của cha mẹ đồng tính với các cá nhân tự nhận rằng họ có cha hoặc mẹ tham gia vào mối quan hệ yêu đương đồng tính, đánh đồng các cá nhân đó như con cái của người mẹ hay người cha đồng tính, nghiên cứu của Regnerus đã che lấp thực tế là nó đã không kiểm tra và xác thực con cái của hai bố mẹ đồng tính. Theo đó, nó không thể bàn luận về các tác động của kết quả việc nuôi dạy của cha mẹ đồng tính lên con cái".

### Các nghiên cứu và diễn giải khác
Một đứa trẻ được nuôi dưỡng bởi 1 cặp đồng tính chắc chắn sẽ phải đối mặt với nhiều vấn đề hơn. Ví dụ: nếu 1 cặp đồng tính nam nhận con gái nuôi hoặc cặp đồng tính nữ nhận con trai nuôi, đứa trẻ sẽ phải lớn lên mà thiếu vắng sự hướng dẫn giới tính từ người có cùng giới tính với nó, nhất là trong gia đoạn dậy thì, từ đó làm tăng nguy cơ về sự lệch lạc hành vi giới tính. Sự dễ chia tay hoặc quan hệ ngoài luồng, vốn phổ biến của các cặp đồng tính, cũng làm tăng nguy cơ chấn thương tâm lý ở đứa trẻ. Tệ hơn, đứa trẻ có thể phải đối mặt với sự kỳ thị, trêu chọc hoặc cô lập từ bạn bè cùng trang lứa, từ đó hình thành tâm lý bất mãn hoặc nổi loạn. Nhà tâm lý Enrique Rojas cho biết: Theo các nghiên cứu từ Hoa Kỳ, Canada, và New Zealand, 70-80% số đứa trẻ được nuôi bởi người đồng tính sẽ phát triển những khuynh hướng đồng tính tương tự.
Phân tích tổng hợp của Stacy và Biblarz (năm 2001) cho thấy rằng: các bà mẹ nuôi là đồng tính nữ có ảnh hưởng lớn, khiến con trai nuôi của họ trở nên nữ tính trong khi con gái nuôi thì lại trở nên nam tính. Một nghiên cứu năm 1996 bởi một nhà xã hội học Úc cho thấy: những đứa trẻ của các cặp vợ chồng bình thường là giỏi nhất, trong khi con nuôi của các cặp vợ chồng đồng tính lại học hành kém nhất, điều này đúng tại 9 trên 13 trường học được khảo sát.
Trong cuốn sách Lớn lên trong một gia đình đồng tính nữ: Tác động với sự phát triển trẻ em, 2 tiến sĩ Fiona Tasker và Susan Golombok, quan sát thấy rằng 25% những thanh niên được nuôi bởi các bà mẹ đồng tính cũng đã tham gia vào một mối quan hệ đồng tính, so với xấp xỉ 0% ở những thanh niên được nuôi bởi các bà mẹ bình thường

## Luật pháp về việc nhận con nuôi

Luật lệ cho các cặp đồng tính khắp thế giới.
cùng nhận con nuôi
Nhận con ghẻ là con chính thức
Cho phép cá nhân đồng tính được nhận con nuôi
Xem tập tin trong trường hợp thắc mắc.

Nhận con nuôi bởi một cặp đồng tính hiện là hợp pháp tại những nước sau:
- Argentina (2010)[48]
- Bỉ (2006)[49]
- Brazil (2010)[50]
- Canada (1999 trở lên, tùy theo vùng)[51][52][53][54][55]
- Croatia (2014)[56]
- Đan Mạch (2010)[57]
- Pháp (2013)[58]
- Iceland (2006)[59]
- Hà Lan (2001)[60]
- New Zealand (2013)[60]
- Na Uy (2009)[61]
- Nam Phi (2002)[62]
- Tây Ban Nha (2005)[63]
- Thụy Điển (2002)[64]
- Anh Quốc (England và Wales 2005,[65] Scotland 2009,[66] Northern Ireland 2013[67])
- Uruguay (2009)[68][69]

Nhận con nuôi bởi một cặp đồng tính hiện thời hợp pháp tại những lãnh thổ:
- Úc: Western Australia (2002),[70] Australian Capital Territory (2004),[70] New South Wales (2010)[71] and Tasmania (2013)
- Isle of Man (2011)[72]
- Jersey (2012)[73]
- Mexico: Mexico City (2010)[74]
- Hoa Kỳ: Rhode Island (1993),[75] District of Columbia (1995),[76] New Jersey (1998),[77] New York (2002),[76] California (2003),[76] Indiana (2006),[76] Maine (2007),[76] Florida (2010),[78][Còn mơ hồ  – thảo luận] Arkansas (2011),[Còn mơ hồ  – thảo luận] Connecticut,[76] Illinois,[76] Massachusetts,[76] Oregon,[76] Vermont,[76] New Hampshire, Washington, Hawaii, Iowa, Nevada, Delaware, Colorado, Minnesota,[79] Guam[cần dẫn nguồn]

Những nước dưới đây cho phép nhận con ghẻ làm con chính thức nếu cặp đồng tính có đăng ký sống chung (ở Do thái và Slovenia không cần):
- Áo (2013)[80]
- Slovenia (2011)[81]
- Phần Lan (2009)[82]
- Đức (2004),[83] con nuôi (2013)[84]
- Greenland (2009)[85]
- Do Thái (2005)[83][86][87]

## Hình ảnh

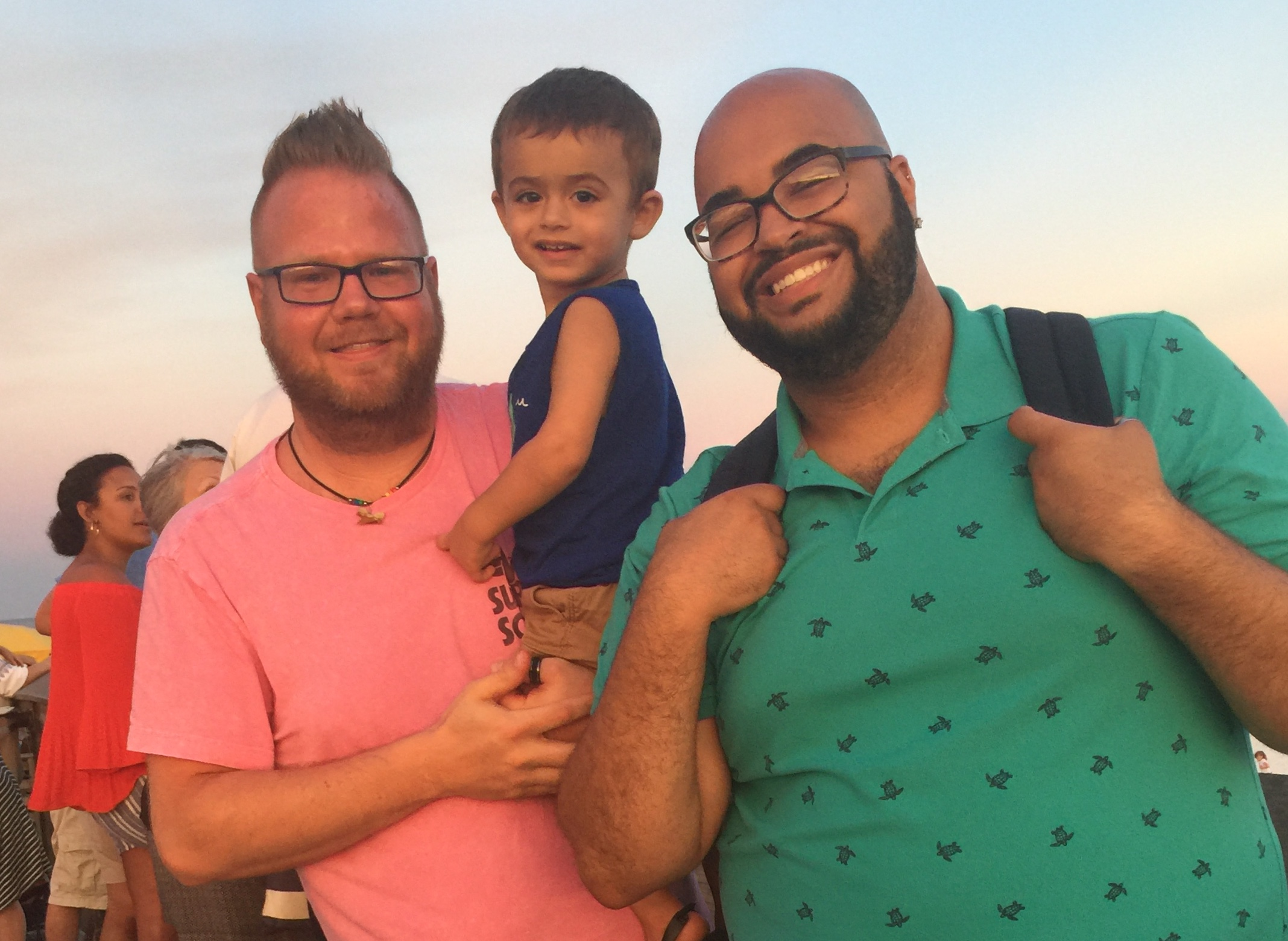
Một cặp đồng tính nam và con
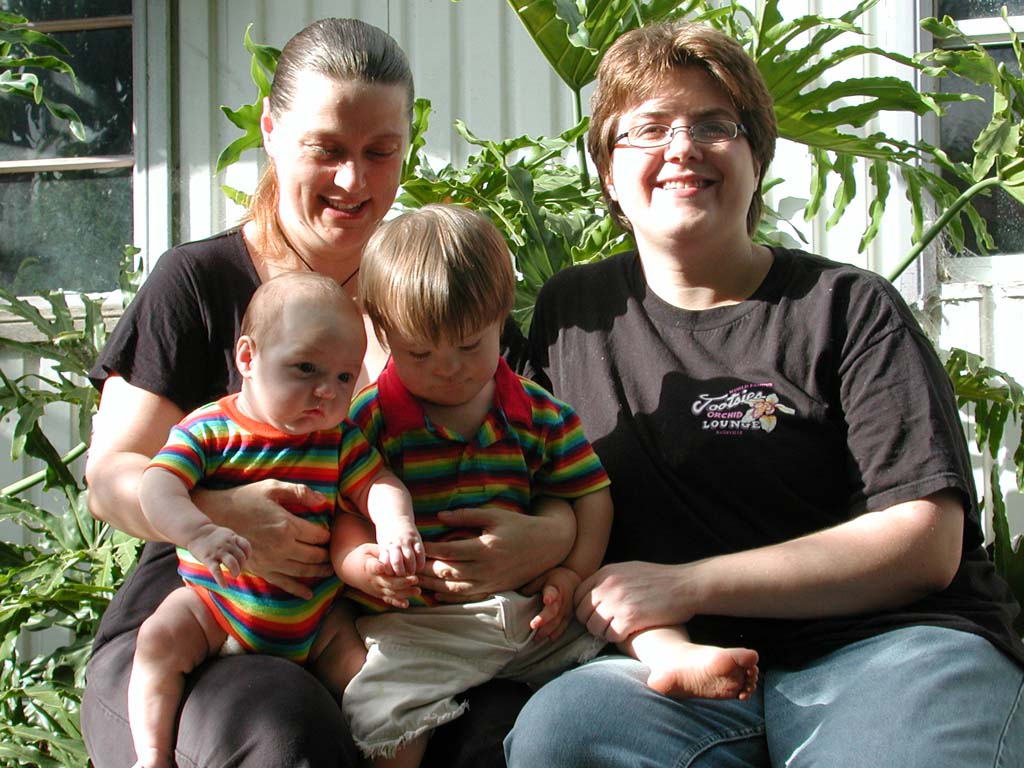
Một gia đình đồng tính ở New Zealand.
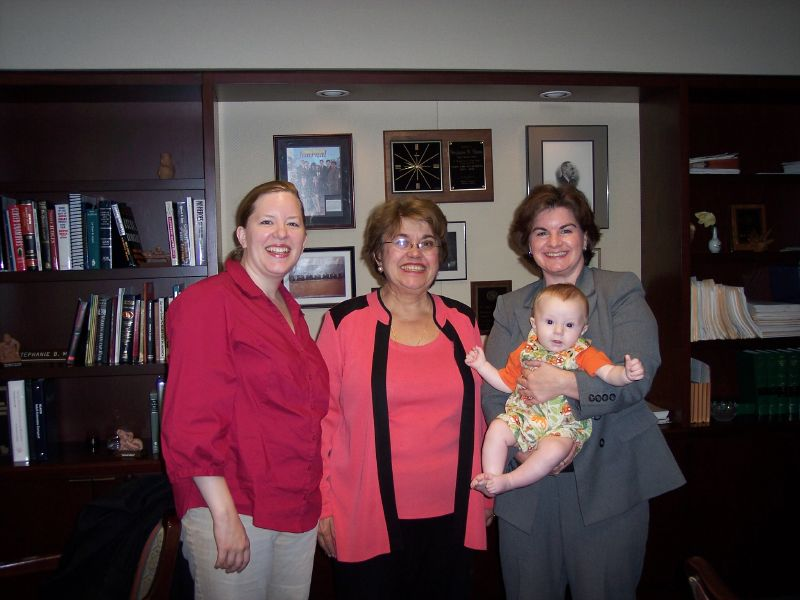
Một gia đình vừa ký nhận nuôi con.